# Liste der Baudenkmäler in Gnotzheim
Auf dieser Seite sind die Baudenkmäler in dem mittelfränkischen Markt Gnotzheim zusammengestellt. Diese Tabelle ist eine Teilliste der Liste der Baudenkmäler in Bayern. Grundlage ist die Bayerische Denkmalliste, die auf Basis des Bayerischen Denkmalschutzgesetzes vom 1. Oktober 1973 erstmals erstellt wurde und seither durch das Bayerische Landesamt für Denkmalpflege geführt wird. Die folgenden Angaben ersetzen nicht die rechtsverbindliche Auskunft der Denkmalschutzbehörde.
 Diese Liste gibt den Fortschreibungsstand vom 6. Februar 2015 wieder und enthält 24 Baudenkmäler.

## Baudenkmäler nach Gemeindeteilen

### Gnotzheim
| Lage                                    | Objekt                                 | Beschreibung | Akten-Nr.              | Bild                                                                                                 |
| --------------------------------------- | -------------------------------------- | --- | ---------------------- | --- |
| Badgasse 4 (Standort)                   | Wohnstallhaus                          | Zweigeschossiger Satteldachbau, 18./19. Jahrhundert | D-5-77-133-1 Wikidata  | BW                                                                                                   |
| Badgasse 4 (Standort)                   | Nebengebäude                           | Rückwärtig anschließend, eingeschossiger Satteldachbau, Naturstein verputzt, 19. Jahrhundert                                                                        | D-5-77-133-1 Wikidata  | BW                                                                                                   |
| Badgasse 4 (Standort)                   | Scheune und Nebengebäude               | Eingeschossige Satteldachbauten, 19. Jahrhundert | D-5-77-133-1 Wikidata  | BW                                                                                                   |
| Kapellbuck 10 (Standort)                | Katholische Kirche St. Georg           | Saalkirche, barocker Neubau, Dachreiter mit Zwiebelhaube, von Francesco de Gabrieli, 1725–27, bezeichnet „1727“; mit Ausstattung                                    | D-5-77-133-2 Wikidata  | Katholische Kirche St. Georg                                                                         |
| Kirchenbuck (bei Badgasse 2) (Standort) | Wegkapelle                             | Kleiner massiver Bau mit Giebelaufsatz, 18. Jahrhundert; mit Ausstattung                                                                                            | D-5-77-133-11 Wikidata | [[Vorlage:Bilderwunsch/code!/C:49.05782,10.71198!/D:Kirchenbuck (bei Badgasse 2), Wegkapelle!/\|BW]] |
| Kirchenbuck 7 (Standort)                | Ehemalige Schule                       | Zweigeschossiger Satteldachbau, mit Lisenengliederung, 1858/60 | D-5-77-133-27 Wikidata | Ehemalige Schule                                                                                     |
| Kirchenbuck 16 (Standort)               | Bauernhof                              | Wohnstallhaus, zweigeschossiger Satteldachbau, um 1896 | D-5-77-133-28 Wikidata | BW                                                                                                   |
| Kirchenbuck 16 (Standort)               | Bauernhof                              | Scheune, massiver Satteldachbau, gleichzeitig, mit Marienfigur, um 1410                                                                                             | D-5-77-133-28 Wikidata | BW                                                                                                   |
| Kirchenbuck 18 (Standort)               | Katholische Pfarrkirche St. Michael    | Saalkirche mit Westturm, barocker Neubau, Turm mit Pilaster- und Geschossgliederung, mit Zwiebelhaube, 1699–1702; mit Ausstattung                                   | D-5-77-133-3 Wikidata  | weitere Bilder                                                                                       |
| Kirchenbuck 18 (Standort)               | Ehemaliger Friedhof mit Friedhofsmauer | 18./19. Jahrhundert und Pfeilergitterzaun, Ende 19. Jahrhundert, mit Grabdenkmälern des 18./19. Jahrhunderts                                                        | D-5-77-133-3 Wikidata  | weitere Bilder                                                                                       |
| Marktplatz (Standort)                   | Johann-Nepomuk-Denkmal                 | Heiligenfigur auf Postament unter Baldachinarchitektur, mit Umfassungsmauer, um 1730/50                                                                             | D-5-77-133-13 Wikidata | weitere Bilder                                                                                       |
| Marktplatz 7 (Standort)                 | Hofkapelle                             | Kleiner massiver Bau mit Satteldach, wohl 18. Jahrhundert; mit Ausstattung                                                                                          | D-5-77-133-4 Wikidata  | BW                                                                                                   |
| Marktplatz 9 (Standort)                 | Ehemaliger Brauereigasthof             | Zweigeschossiger Satteldachbau in Ecklage, mit Putzgliederungen, Vortreppe, durch Türstock bezeichnet 1824, im Kern 17. Jahrhundert                                 | D-5-77-133-5 Wikidata  | weitere Bilder                                                                                       |
| Römerstraße (Standort)                  | Wegkapelle                             | Kleiner Massivbau mit Satteldachabschluss, wohl 18. Jahrhundert; mit Ausstattung                                                                                    | D-5-77-133-12 Wikidata | BW                                                                                                   |
| Spielberger Straße 12 (Standort)        | Ehemaliges Wohnstallhaus               | Eingeschossiger Satteldachbau in Ecklage, bezeichnet „1895“ | D-5-77-133-29 Wikidata | BW                                                                                                   |
| Spielberger Straße 14 (Standort)        | Wohnhaus                               | Kleinhaus, eingeschossiger traufständiger Satteldachbau, Mitte 19. Jahrhundert                                                                                      | D-5-77-133-7 Wikidata  | BW                                                                                                   |
| Spielberger Straße 22 (Standort)        | Pfarrhaus                              | Zweigeschossiger Walmdachbau, mit rustizierten Ecklisenen und Gurtgesims, 1840; ehemaliges Waschhaus im Pfarrgarten, eingeschossiger Satteldachbau, 18. Jahrhundert | D-5-77-133-8 Wikidata  | weitere Bilder                                                                                       |
| Spielberger Straße 24 (Standort)        | Ehemaliges Benefiziatenhaus            | Zweigeschossiger Satteldachbau, 18. Jahrhundert | D-5-77-133-9 Wikidata  | weitere Bilder                                                                                       |

### Spielberg
| Lage                                                 | Objekt                                                                         | Beschreibung | Akten-Nr.              | Bild                                          |
| ---------------------------------------------------- | ------------------------------------------------------------------------------ | --- | ---------------------- | --------------------------------------------- |
| In Spielberg (Standort)                              | Kalvarienbergkapelle                                                           | Hoher schmaler Bau mit Ziergiebel, mit Stilelementen des Barock, drittes Viertel 18. Jahrhundert, mit Ausstattung | D-5-77-133-21 Wikidata | BW                                            |
| In Spielberg, oberhalb Haus Nummer 10 (Standort)     | Lourdeskapelle                                                                 | Massiver Satteldachbau, in neubarocken Formen, bezeichnet 1891; mit Ausstattung | D-5-77-133-22 Wikidata | BW                                            |
| In Spielberg; zugehörig zu Haus Nummer 44 (Standort) | Ehemaliger Sommerkeller                                                        | Ruinös, 18. Jahrhundert | D-5-77-133-24 Wikidata | BW                                            |
| Spielberg 1 (Standort)                               | Brauereigasthof                                                                | Gasthaus, zweigeschossiger Satteldachbau in Ecklage, mit Lisenengliederung, im Kern 1671/72 (dendrochronologisch datiert), Umbauten und Veränderungen im 19. Jahrhundert                                                       | D-5-77-133-17 Wikidata | weitere Bilder                                |
| Spielberg 1 (Standort)                               | Brauhaus                                                                       | Satteldachbau, gegliedert durch Lisenen und Blendarkaden, 1854/55 | D-5-77-133-17 Wikidata | BW                                            |
| Spielberg 12 (Standort)                              | Ehemaliger Sommerkeller                                                        | Kellereingang bezeichnet „1738“, überbaut mit eingeschossigem Satteldachbau, 18. Jahrhundert, erneuert; zwei weitere Kellereingänge, 18. Jahrhundert                                                                           | D-5-77-133-23 Wikidata | BW                                            |
| Spielberg 16, In Spielberg (Standort)                | Von-Öttingen-Spielbergsches Schloss                                            | Mittelalterliche Höhenburg mit ovaler Zwingermauer und innerem Bering, Hauptbau, viergeschossiger Zweiflügelbau mit Satteldach und Bodeneckerker mit Glockendach, im Kern 14./15. Jahrhundert, barocker Ausbau 18. Jahrhundert | D-5-77-133-14 Wikidata | weitere Bilder                                |
| Spielberg 16, In Spielberg (Standort)                | Von-Öttingen-Spielberg`sches Schloss, Schlosskapelle Sankt Johannes Evangelist | Kleiner Saalbau, im Kern 1412, barockisiert 1732/35, mit Ausstattung | D-5-77-133-14 Wikidata | BW                                            |
| Spielberg 16, In Spielberg (Standort)                | Von-Öttingen-Spielberg`sches Schloss, Wirtschaftsgebäude und Remisen           | Eingeschossige Sandsteinquaderbauten mit Satteldach, 18. Jahrhundert | D-5-77-133-14 Wikidata | BW                                            |
| Spielberg 16, In Spielberg (Standort)                | Von-Öttingen-Spielberg`sches Schloss, Zwingermauer                             | Buckelquadermauer, vermutlich 18. Jahrhundert | D-5-77-133-14 Wikidata | BW                                            |
| Spielberg 16, In Spielberg (Standort)                | Von-Öttingen-Spielberg`sches Schloss, Glockenturm                              | Rechteckturm mit barocker Gesimsgliederung und oktogonalem Aufsatz mit Haubendach, im Kern 18. Jahrhundert | D-5-77-133-14 Wikidata | BW                                            |
| Spielberg 16, In Spielberg (Standort)                | Von-Öttingen-Spielberg`sches Schloss, Ringmauer                                | Bis zu fünf Meter hohe Steinquadermauer, im Kern 14./15. Jahrhundert | D-5-77-133-14 Wikidata | weitere Bilder                                |
| Spielberg 16, In Spielberg (Standort)                | Von-Öttingen-Spielberg`sches Schloss, Denkmal                                  | Gebauchter Rechteckpfeiler mit Steinskulptur des heiligen Johann Nepomuk, 18. Jahrhundert | D-5-77-133-14 Wikidata | Von-Öttingen-Spielberg`sches Schloss, Denkmal |
| Spielberg 16, In Spielberg (Standort)                | Von-Öttingen-Spielberg`sches Schloss, Nebengebäude                             | Eingeschossiger Walmdachbau, 18. Jahrhundert | D-5-77-133-14 Wikidata | weitere Bilder                                |
| Spielberg 16, In Spielberg (Standort)                | Von-Öttingen-Spielberg`sches Schloss, Auffahrtsallee                           | Mit 15 Linden und 1 Kastanie, 18. Jahrhundert | D-5-77-133-14 Wikidata | BW                                            |
| Spielberg 19 (Standort)                              | Ehemaliges Benefiziatenhaus                                                    | Zweigeschossiger Walmdachbau, 1712 | D-5-77-133-15 Wikidata | weitere Bilder                                |
| Spielberg 19 (Standort)                              | Ehemalige Scheune                                                              | Massiver Bau mit Halmwalmdach, 18. Jahrhundert | D-5-77-133-15 Wikidata | Ehemalige Scheune                             |
| Spielberg 42 (Standort)                              | Ehemaliges Gemeindehirtenhaus                                                  | Wohnhaus, eingeschossiger traufständiger Satteldachbau, frühes 19. Jahrhundert | D-5-77-133-18 Wikidata | BW                                            |

### Weilerau
| Lage                   | Objekt        | Beschreibung                                                              | Akten-Nr.              | Bild          |
| ---------------------- | ------------- | ------------------------------------------------------------------------- | ---------------------- | ------------- |
| In Weilerau (Standort) | Kapelle       | Kleiner massiver Satteldachbau, 18. Jahrhundert; mit Ausstattung          | D-5-77-133-26 Wikidata | Kapelle       |
| Weilerau 7 (Standort)  | Wohnstallhaus | Eingeschossiger Satteldachbau, durch hölzernen Türstock bezeichnet „1793“ | D-5-77-133-25 Wikidata | Wohnstallhaus |
| Weilerau 7 (Standort)  | Scheune       | Satteldachbau, Naturstein, 19. Jahrhundert                                | D-5-77-133-25 Wikidata | Scheune       |

## Ehemalige Baudenkmäler
In diesem Abschnitt sind Objekte aufgeführt, die früher einmal in der Denkmalliste eingetragen waren, jetzt aber nicht mehr. Objekte, die in anderem Zusammenhang also z. B. als Teil eines Baudenkmals weiter eingetragen sind, sollen hier nicht aufgeführt werden. Aktennummern in diesem Abschnitt sind ehemalige, jetzt nicht mehr gültige Aktennummern.

| Lage                                | Objekt             | Beschreibung                                                             | Akten-Nr.              | Bild |
| ----------------------------------- | ------------------ | ------------------------------------------------------------------------ | ---------------------- | ---- |
| Spielberg Spielberg 22 (Standort)   | Wirtshausschild    | In Formen des 18. Jahrhunderts                                           | D-5-77-133-16          | BW   |
| Spielberg Spielberg 36 a (Standort) | Kleines Bauernhaus | Erdgeschossig, Satteldach ostseitig abgewalmt, wohl noch 18. Jahrhundert | D-5-77-133-19 Wikidata | BW   |